# Records des Bulls de Chicago
Cette page liste les records de l'équipe et des joueurs des Bulls de Chicago depuis leur création en 1966.

## Records individuels en saison régulière
Légende: En Gras : joueurs encore en activité en NBA.

### En carrière
| Statistique             | Joueur         | Record |
| ----------------------- | -------------- | ------ |
| Matchs joués            | Michael Jordan | 930    |
| Points                  | Michael Jordan | 29 277 |
| Passes décisives        | Michael Jordan | 5 012  |
| Interceptions           | Michael Jordan | 2 306  |
| Total de rebonds        | Michael Jordan | 5 836  |
| Contres                 | Artis Gilmore  | 1 029  |
| Tirs marqués            | Michael Jordan | 10 962 |
| 3 points inscrits       | Zach LaVine    | 1 130  |
| Lancers francs inscrits | Michael Jordan | 6 798  |
| Pertes de balles        | Michael Jordan | 2 589  |

### Sur un match
| Statistique                | Joueur                       | Record | Date                                            |
| -------------------------- | ---------------------------- | ------ | ----------------------------------------------- |
| Minutes                    | Jimmy Butler                 | 60     | 15 janvier 2014                                 |
| Points                     | Michael Jordan               | 69     | 28 mars 1990                                    |
| Paniers marqués            | Michael Jordan               | 27     | 16 janvier 1993                                 |
| Paniers tentés             | Michael Jordan               | 49     | 16 janvier 1993                                 |
| Paniers à 3 points réussis | Zach LaVine                  | 13     | 23 novembre 2019                                |
| Paniers à 3 points tentés  | Zach LaVine Coby White       | 17     | 23 novembre 2019 10 février 2021                |
| Lancers francs réussis     | Michael Jordan               | 26     | 26 février 1987                                 |
| Lancers francs tentés      | Michael Jordan               | 27     | 26 février 1987                                 |
| Rebonds défensifs          | Artis Gilmore                | 25     | 22 décembre 1978                                |
| Rebonds offensifs          | Charles Oakley               | 18     | 15 mars 1986                                    |
| Total rebonds              | Tom Boerwinkle               | 37     | 8 janvier 1970                                  |
| Passes décisives           | Guy Rodgers                  | 24     | 21 décembre 1966                                |
| Interceptions              | Michael Jordan               | 10     | 29 janvier 1988                                 |
| Contres                    | Nate Thurmond                | 12     | 18 octobre 1974                                 |
| Balles perdues             | Artis Gilmore Scottie Pippen | 12     | 31 janvier 1978 25 février 1990 30 janvier 1996 |

## Records individuels en Playoffs

### En carrière
| Statistique             | Joueur         | Record |
| ----------------------- | -------------- | ------ |
| Matchs joués            | Michael Jordan | 179    |
| Points                  | Michael Jordan | 5 987  |
| Passes décisives        | Michael Jordan | 1 022  |
| Interceptions           | Michael Jordan | 376    |
| Total de rebonds        | Scottie Pippen | 1 366  |
| Contres                 | Scottie Pippen | 171    |
| Tirs marqués            | Michael Jordan | 2 188  |
| 3 points inscrits       | Scottie Pippen | 161    |
| Lancers francs inscrits | Michael Jordan | 1 463  |
| Pertes de balles        | Michael Jordan | 546    |

### Sur un match
| Statistique                | Joueur                                                                | Record | Date                                                                   |
| -------------------------- | --------------------------------------------------------------------- | ------ | ---------------------------------------------------------------------- |
| Minutes jouées             | John Salmons Kirk Hinrich                                             | 60     | 30 avril 2009 27 avril 2013                                            |
| Points                     | Michael Jordan                                                        | 63     | 20 avril 1986                                                          |
| Paniers marqués            | Michael Jordan                                                        | 24     | 1er mai 1988                                                           |
| Paniers tentés             | Michael Jordan                                                        | 45     | 1er mai 1988                                                           |
| Lancers francs réussis     | Michael Jordan                                                        | 23     | 14 mai 1989                                                            |
| Lancers francs tentés      | Michael Jordan                                                        | 28     | 14 mai 1989                                                            |
| Paniers à 3 points réussis | Mike Dunleavy Jr.                                                     | 8      | 25 avril 2014                                                          |
| Paniers à 3 points tentés  | Coby White                                                            | 13     | 27 avril 2022                                                          |
| Rebonds défensifs          | Tom Boerwinkle Joakim Noah                                            | 16     | 18 avril 1975 24 avril 2014                                            |
| Rebonds offensifs          | Dennis Rodman                                                         | 11     | 7 juin 1996 16 juin 1996 29 avril 1998                                 |
| Total rebonds              | Tom Boerwinkle                                                        | 24     | 16 avril 1975                                                          |
| Passes décisives           | Sam Vincent Michael Jordan Kirk Hinrich Rajon Rondo                   | 14     | 1er mai 1988 2 juin 1993 27 avril 2013 18 avril 2017                   |
| Interceptions              | Javonte Green                                                         | 7      | 27 avril 2022                                                          |
| Contres                    | Artis Gilmore                                                         | 7      | 31 mars 1981                                                           |
| Balles perdues             | Sam Vincent Michael Jordan Scottie Pippen Michael Jordan Derrick Rose | 8      | 12 mai 1988 2 juin 1989 3 mai 1994 7 mai 1995 4 mai 2011 25 avril 2015 |

## Records de la franchise

### Sur une saison
| Statistique                    | Record | Moyenne par match        | Saison    |
| ------------------------------ | ------ | ------------------------ | --------- |
| Points marqués                 | 9 660  | 117,8 points / match     | 2024-2025 |
| Rebonds                        | 5 295  | 65,4 rebonds / match     | 1966-1967 |
| Passes décisives               | 2 383  | 29,1 passes / match      | 2024-2025 |
| Interceptions                  | 822    | 10 interceptions / match | 1990-1991 |
| Contres                        | 514    | 6,3 contres / match      | 1980-1981 |
| Tirs marqués                   | 3 643  | 44,4 tirs / match        | 1991-1992 |
| Tirs tentés                    | 8 505  | 105 tirs / match         | 1966-1967 |
| Pourcentage au tir             | 51,0%  | /                        | 1990-1991 |
| 3 points marqués               | 1 266  | 15,4 tirs / match        | 2024-2025 |
| 3 points tentés                | 3 447  | 42,0 tirs / match        | 2024-2025 |
| Pourcentage à 3 points         | 40,3%  | /                        | 1995-1996 |
| Lancers francs marqués         | 2 209  | 26,9 tirs / match        | 1969-1970 |
| Lancers francs tentés          | 2 861  | 34,9 tirs / match        | 1969-1970 |
| Pourcentage aux lancers francs | 81,3%  | /                        | 2021-2022 |
| Pertes de balles               | 1 813  | 22,1 pertes / match      | 1978-1979 |